# Marzəsə
Marzəsə è un comune dell'Azerbaigian situato nel distretto di Astara. Conta una popolazione di 449 abitanti.